# Saxifraga pensylvanica
Saxifraga pensylvanica es una especie de planta herbácea vivaz de la familia  Saxifragaceae. Es nativa de América del Norte en el centro este de Estados Unidos y Canadá.

## Descripción
Una roseta de hojas largas y romas en forma de lanza rodea un tallo pegajoso y peludo de unos 30 a 80 cm de altura. El tallo fuerte, peludo y pegajoso posee racimos ramificados (al principio compactos, luego alargados y sueltos) de pequeñas flores de color amarillo verdoso. Las flores de cinco pétalos se encuentran en tallos cortos desde la parte superior del tallo y pueden ser blancas, verdes, amarillas o moradas.

## Usos
Las hojas jóvenes se pueden comer en ensaladas o como verduras cocidas. Los indios cherokees consumían sus hojas crudas.
Antiguamente se suponía que las saxífragas tenían valor medicinal para disolver cálculos renales o de la vesícula biliar.